# Théorème de réarrangement de Riemann
Pour les articles homonymes, voir Théorème de Riemann.
En mathématiques, le théorème de réarrangement de Riemann est un théorème, nommé en l'honneur du mathématicien Bernhard Riemann, d'après lequel si une série à termes réels est semi-convergente, alors on peut réarranger ses termes pour qu'elle converge vers n'importe quel réel, ou bien tende vers plus ou moins l'infini.
Il en résulte que dans ℝ, toute série inconditionnellement convergente est absolument convergente (autrement dit : toute famille sommable est absolument sommable).

## Énoncé
Soit (un)n∈ℕ une suite à termes réels dont la série associée est semi-convergente, c'est-à-dire que
Alors, pour tout couple {\displaystyle (\lambda ,\mu )} tel que {\displaystyle -\infty \leq \lambda \leq \mu \leq +\infty }, il existe une permutation σ de ℕ telle que la suite {\displaystyle (S'_{n})} des sommes partielles de la série de terme général {\displaystyle u'_{n}=u_{\sigma (n)}}  vérifie :
En particulier, pour tout {\displaystyle \alpha \in \mathbb {R} \cup \{-\infty ,+\infty \}}, il existe une permutation σ de ℕ telle que

## Exemple
Prenons l'exemple de la série harmonique alternée. On définit donc une suite (un)n∈ℕ par
dont la série converge d'après le critère de convergence des séries alternées, mais ne converge pas absolument car la série harmonique diverge. Notons ℓ sa somme (qui vaut : ℓ = ln(2)).
En réarrangeant les termes, la série devient :
{\displaystyle \left(1-{\frac {1}{2}}-{\frac {1}{4}}\right)+\left({\frac {1}{3}}-{\frac {1}{6}}-{\frac {1}{8}}\right)+\left({\frac {1}{5}}-{\frac {1}{10}}-{\frac {1}{12}}\right)+\ldots +\left({\frac {1}{2k-1}}-{\frac {1}{4k-2}}-{\frac {1}{4k}}\right)+\ldots }
{\displaystyle =\left({\frac {1}{2}}-{\frac {1}{4}}\right)+\left({\frac {1}{6}}-{\frac {1}{8}}\right)+\left({\frac {1}{10}}-{\frac {1}{12}}\right)+\ldots +\left({\frac {1}{4k-2}}-{\frac {1}{4k}}\right)+\ldots }
{\displaystyle ={\frac {1}{2}}\left(1-{\frac {1}{2}}+{\frac {1}{3}}-{\frac {1}{4}}+\ldots \right)={\frac {\ell }{2}}.}
Conclusion : la permutation choisie est telle que la nouvelle série (qui n'est alors plus la série harmonique alternée) converge vers la moitié de la somme de la série de départ.
En généralisant le procédé, on peut faire converger un réarrangement de cette série vers n'importe quel nombre réel α :
Par exemple en sommant alternativement (dans l'ordre) a termes positifs et b termes négatifs (la série alternée elle-même correspond à a = b = 1, et le cas précédent correspond à a = 1 et b = 2), on obtient une série qui converge vers ln(2√a/b), d'après le développement suivant, quand n tend vers l'infini, de la somme de p = an termes positifs et q = bn ou b(n – 1) termes négatifs, qui utilise un développement asymptotique de la suite Hn des sommes partielles de la série harmonique :
Plus généralement, la somme du réarrangement aura pour valeur α = ln(2√r) en choisissant alternativement pn termes positifs et qn termes négatifs tels que pn/qn → r = e2α/4.

## Construction de la permutation
Pour faire tendre la série vers α on construit une permutation σ de ℕ de la façon suivante : on commence par sommer les termes positifs ou nuls (sans en omettre) jusqu'à dépasser α, puis tous les termes strictement négatifs jusqu'à ce que la somme partielle soit strictement inférieure à α. Puis on itère le procédé, en sommant les termes positifs à partir de là où on s'était arrêté, puis les termes négatifs, etc.

## Généralisation
Ernst Steinitz a démontré que pour toute série semi-convergente à termes dans un espace vectoriel réel de dimension finie, l'ensemble des sommes des « réarrangements » qui convergent forme un sous-espace affine de dimension non nulle.